# Stanisław Radzimiński
Stanisław Radzimiński herbu Brodzic (zm. przed 18 marca 1591 roku) – wojewoda podlaski w 1588 roku, kasztelan czerski w latach 1584–1591, kasztelan zakroczymski w latach 1582–1584, starosta liwski w 1570 roku, starosta kamieniecki w latach 1570–1591, dworzanin konny Zygmunta II Augusta w 1557 roku, rotmistrz jazdy w 1567 roku.
Żonaty z księżniczką Teodorą Sanguszkówną, córką Romana Sanguszki i Aleksandry Chodkiewiczówny. Ojciec Jana Radzimińskiego i Anny z Radzimińskich Rafałowej Leszczyńskiej.
Poseł ziemi czerskiej na sejm 1569 roku, podpisał akt unii lubelskiej. Poseł województwa mazowieckiego na sejm konwokacyjny 1573 roku, podpisał akt konfederacji warszawskiej. W 1575 roku podpisał elekcję Maksymiliana II Habsburga. Poseł ziemi warszawskiej na sejm 1576/1577 roku. Poseł mazowiecki na sejm 1581 roku.
W 1587 roku podpisał reces, sankcjonujący wybór Zygmunta III Wazy. W 1589 roku był sygnatariuszem ratyfikacji traktatu bytomsko-będzińskiego na sejmie pacyfikacyjnym.